# Daniel Kawka
Daniel Kawka est un chef d'orchestre français né en 1959 à Firminy dans la Loire.

## Biographie
Après des études littéraires et musicales à Saint-Étienne,  il poursuit ses études universitaires, études d'écriture (harmonie, contrepoint), de composition et de direction d'orchestre à l'école normale de musique de Paris.
Agrégé de musicologie, il rédige une thèse de Lettres et Arts consacrée au langage musical d'Albert Roussel. Ainsi sa formation universitaire lui vaut d'occuper en début de carrière une chaire de professeur, directeur de recherches à l'université Lumière-Lyon-II. Il y enseigne notamment l'Analyse musicale, le Chant choral, La Direction de chœur, l'Écriture musicale.
Il fonde, en 1992, l’Ensemble orchestral contemporain (EOC),.
Depuis juin 2011, il est chef principal de l'Orchestra della Toscana.